# Dudweiler
Dudweiler (Doudviller en français) est un quartier de la ville allemande de Sarrebruck en Sarre. Jusqu'en 1974 Dudweiler était une commune indépendante après avoir accédé en 1962 au rang de ville. Elle compte aujourd'hui environ 19 600 habitants.

## Situation géographique
Dudweiler se trouve sur le Sulzbach, affluent de la rive droite de la Sarre, au nord de la ville de Sarrebruck et à côté de la ville de Sulzbach.

## Histoire
Dans ce qui est aujourd'hui le territoire de Dudweiler on a trouvé plusieurs objets de l'âge de pierre, de l'âge de bronze et de l'âge de fer. Au Ve siècle de notre ère, les Celtes s'établirent dans la région; deux tertres servant de sépultures datent de cette époque à proximité de la Pierre des Trois-Bans (Dreibannstein). Les restes d'un temple romain ont été découverts sur le Vieux Büchel. La Grühlingsstraße, devenue aujourd'hui l'autoroute A 623, était une voie romaine.
La première mention écrite de Dudweiler remonte à l'an 977 : l'empereur Otton II confirme au monastère Saint-Pierre, couvent de religieuses à Metz, la possession de la chapelle à Duodonisvillare (le hameau de Dudo). Dudo était, peut-être, un noble franc qui possédait ici des terres. Dudweiler avec 23 foyers en 1542 comptait environ 150 habitants. La guerre de Trente Ans entraîna une baisse considérable de la population. Ensuite, l'exploitation de la houille devint de plus en plus importante. Dudweiler devint le siège du service des mines des princes de Nassau-Sarrebruck. Au XIXe siècle, quatre mines de charbon étaient en exploitation à Dudweiler. La localité s'accrut alors de façon considérable.
Au début des années 1960, Dudweiler, avec ses 29 000 habitants, était devenu le plus grand village d'Europe. Le 12 septembre 1962, il reçut les droits urbains. La réforme administrative et territoriale de la Sarre conduisit en 1974 à l'incorporation de la commune à la ville de Sarrebruck.

## Lieux et monuments

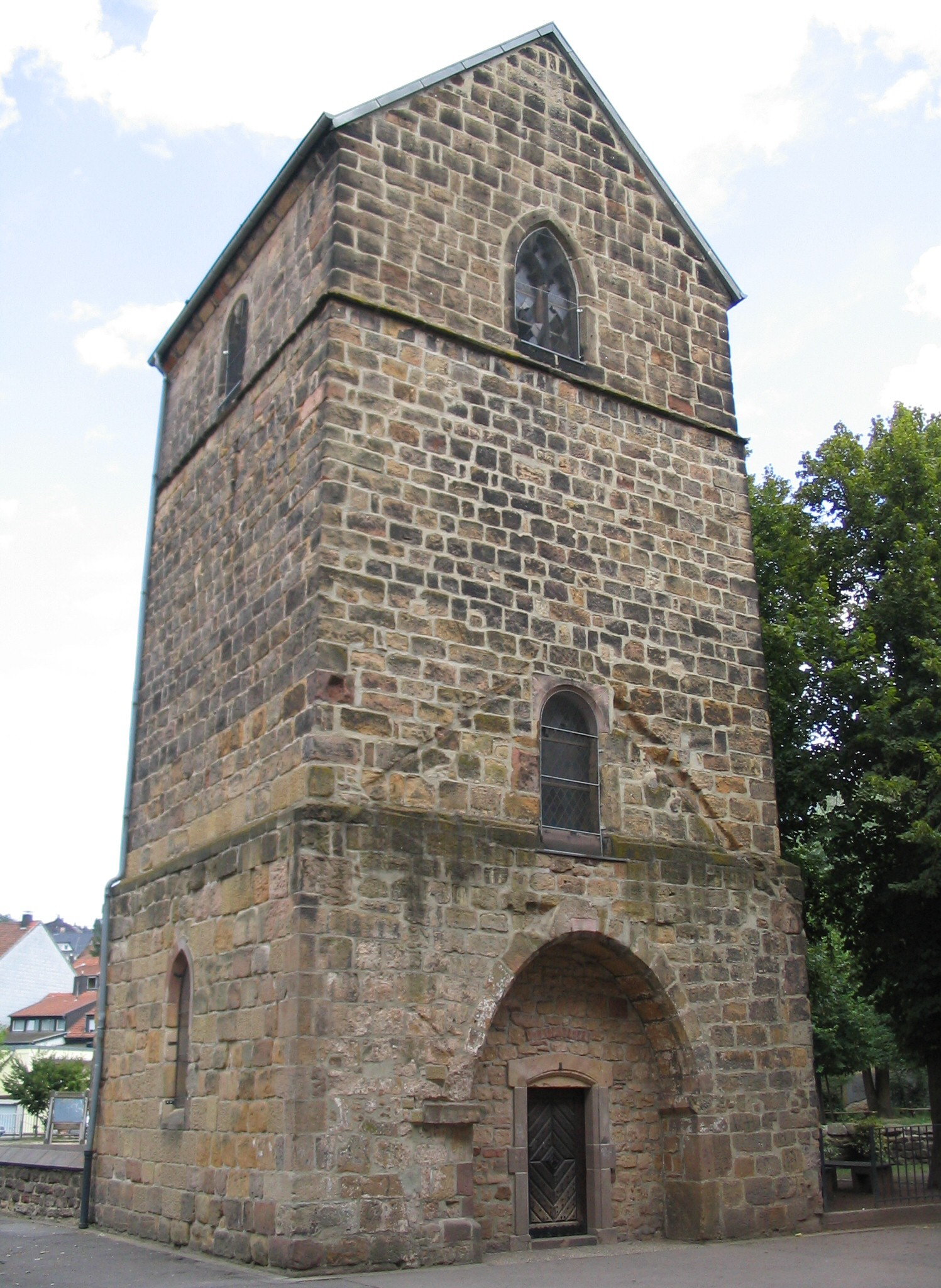
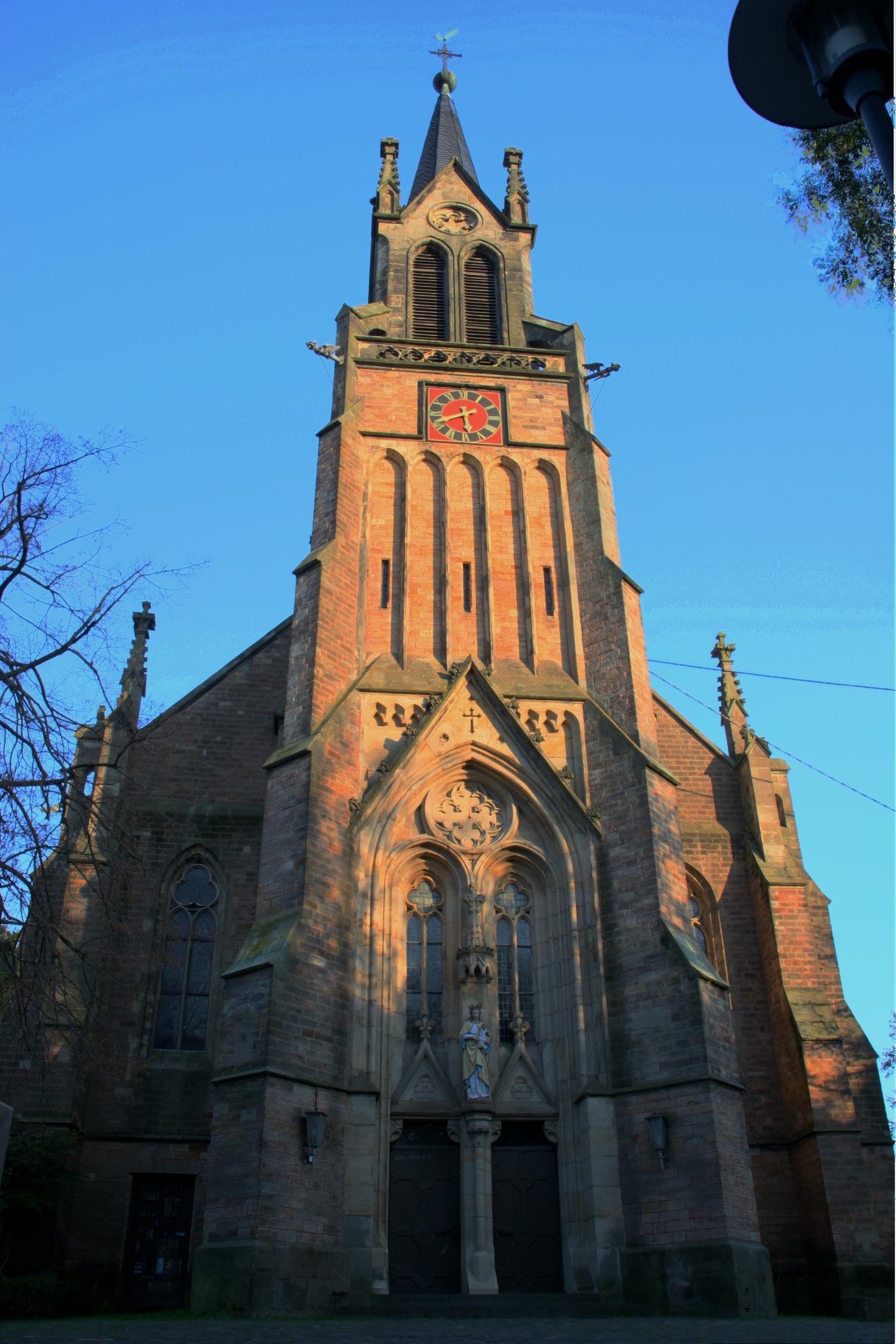
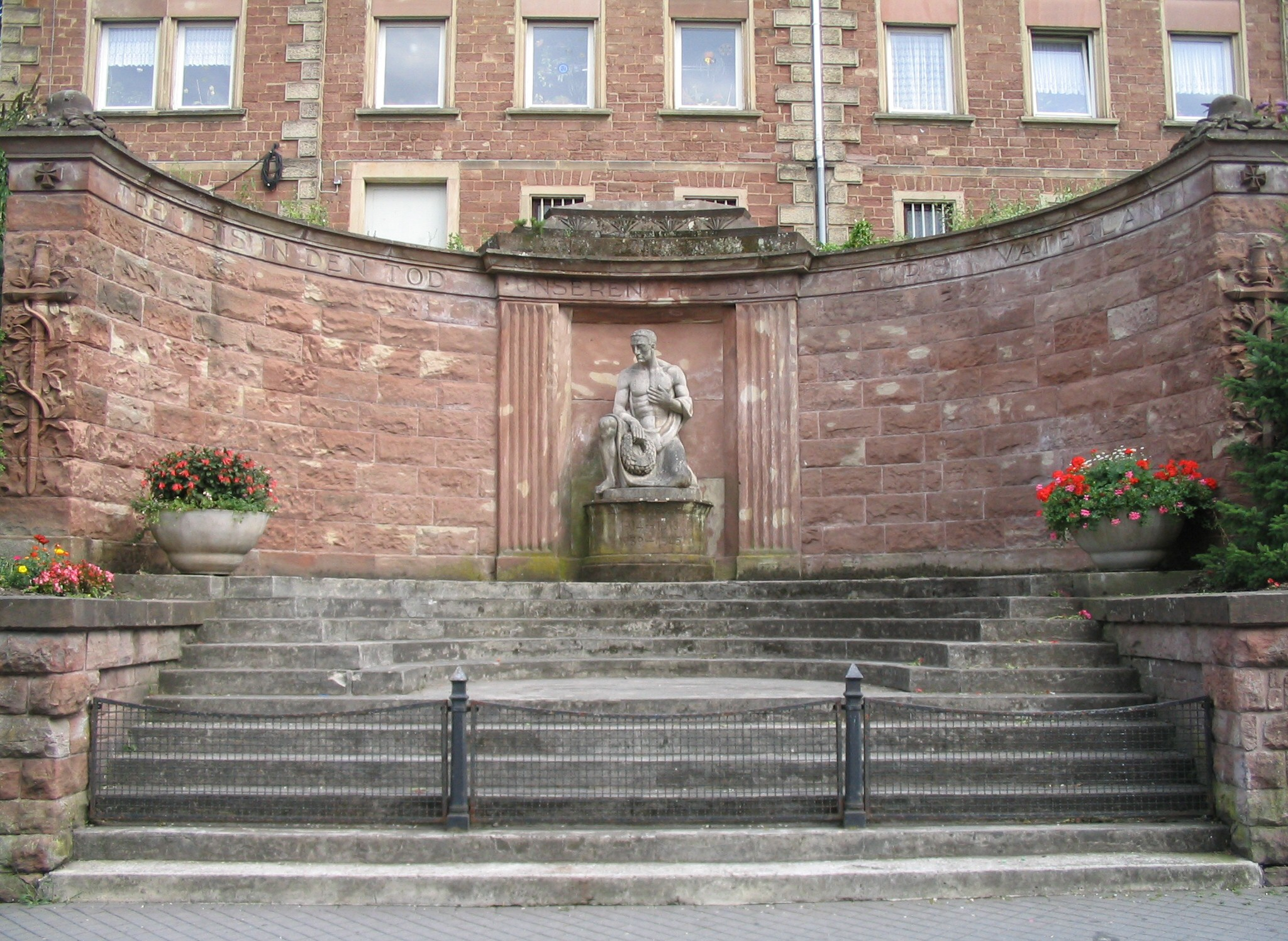
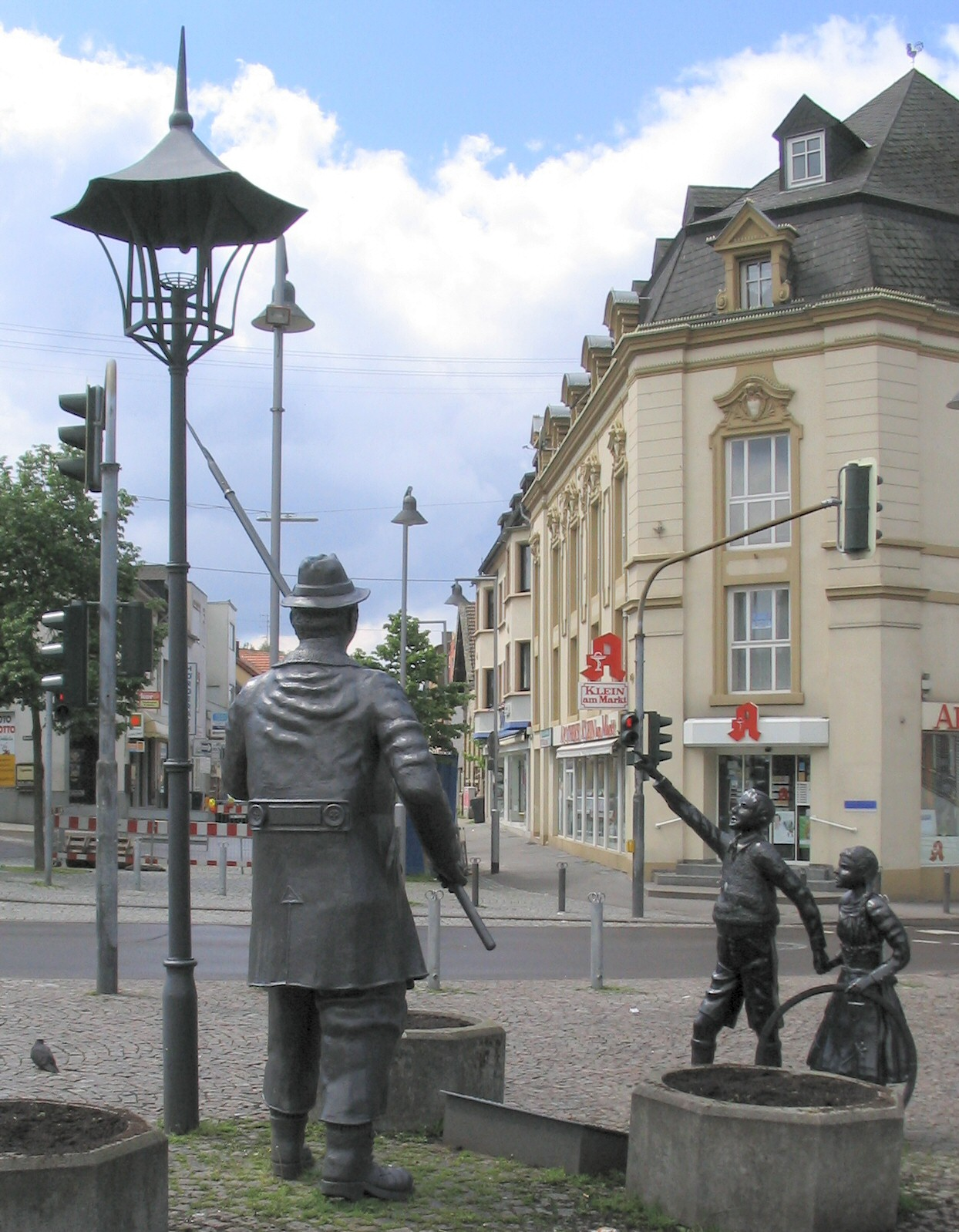
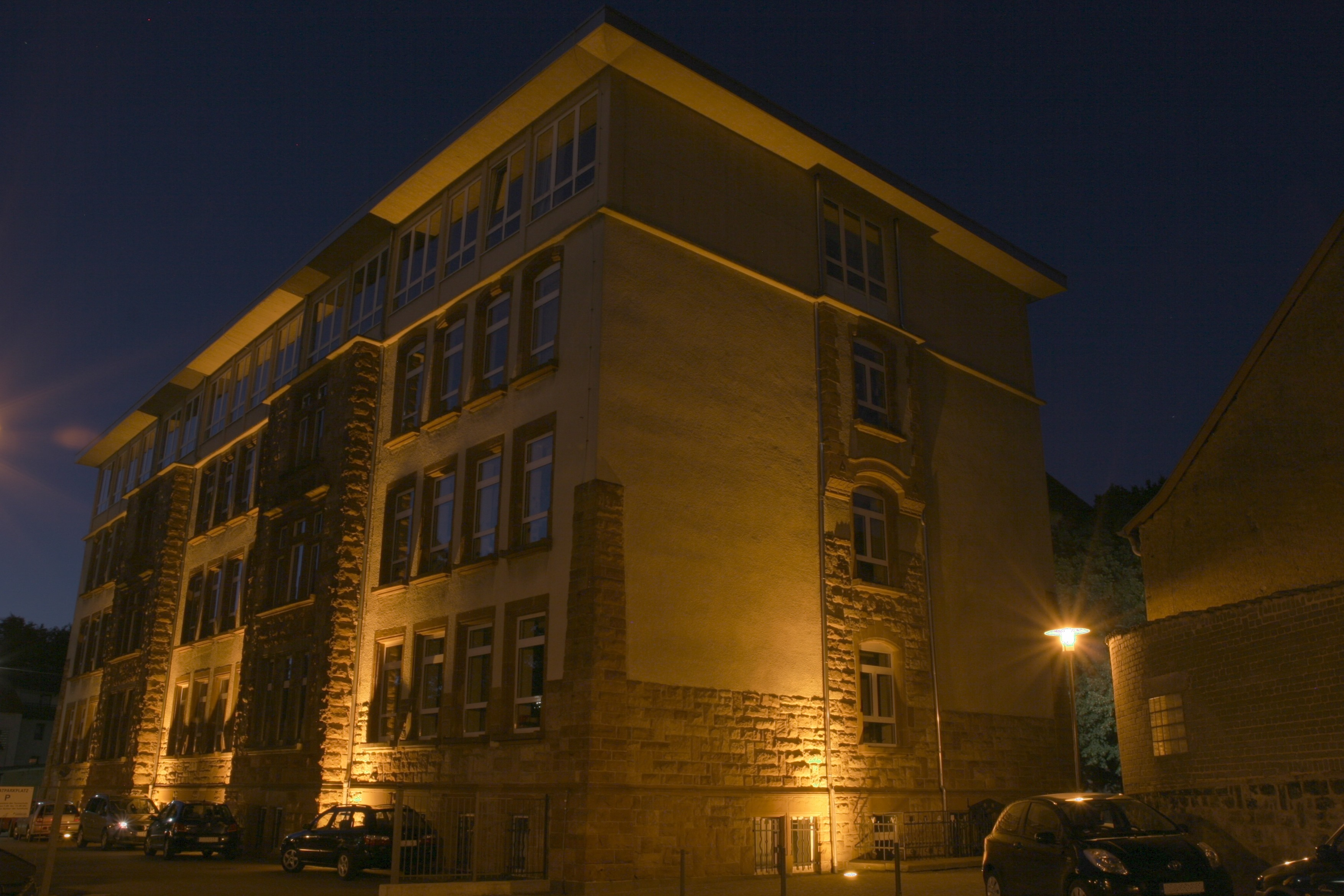
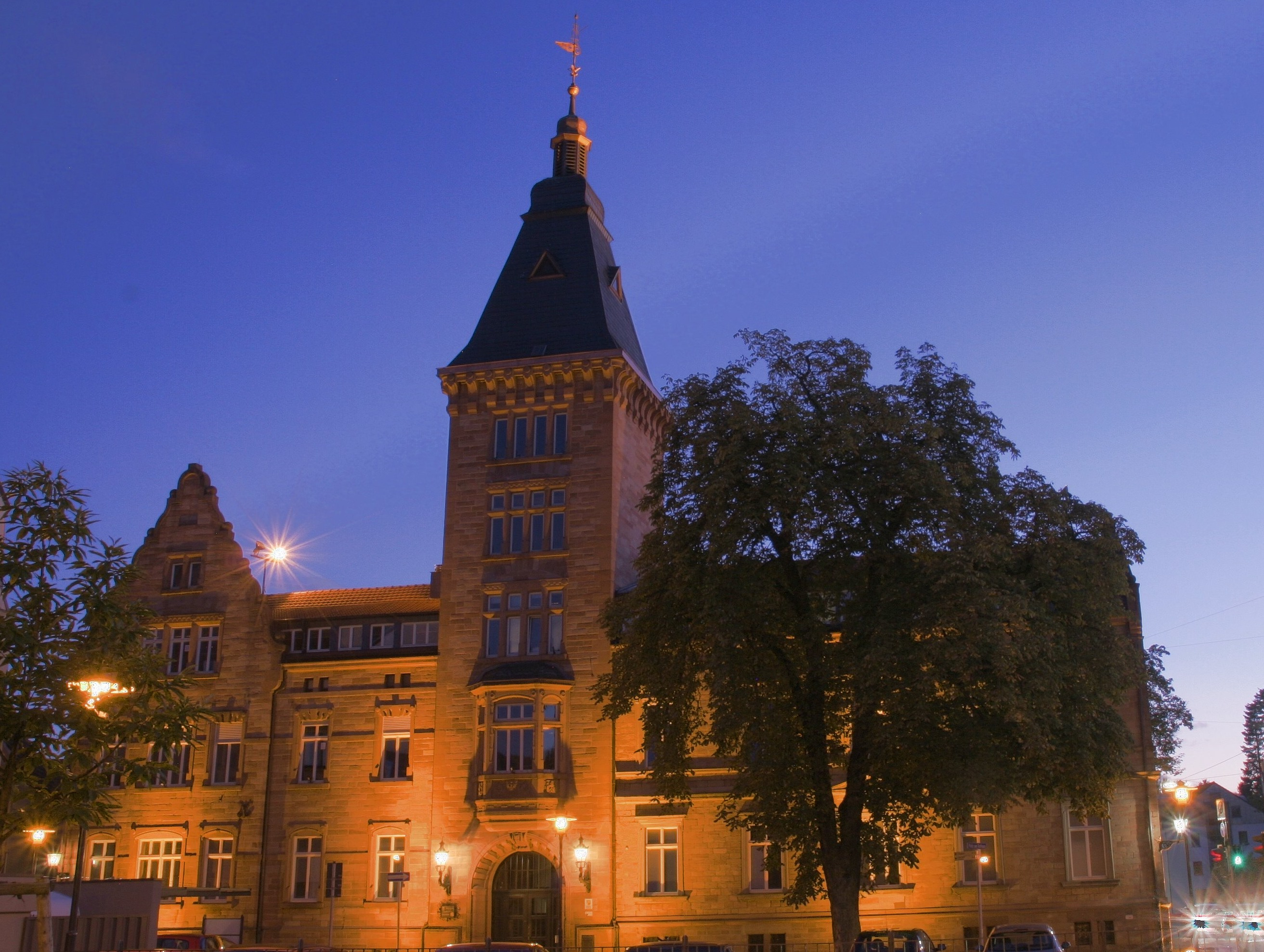
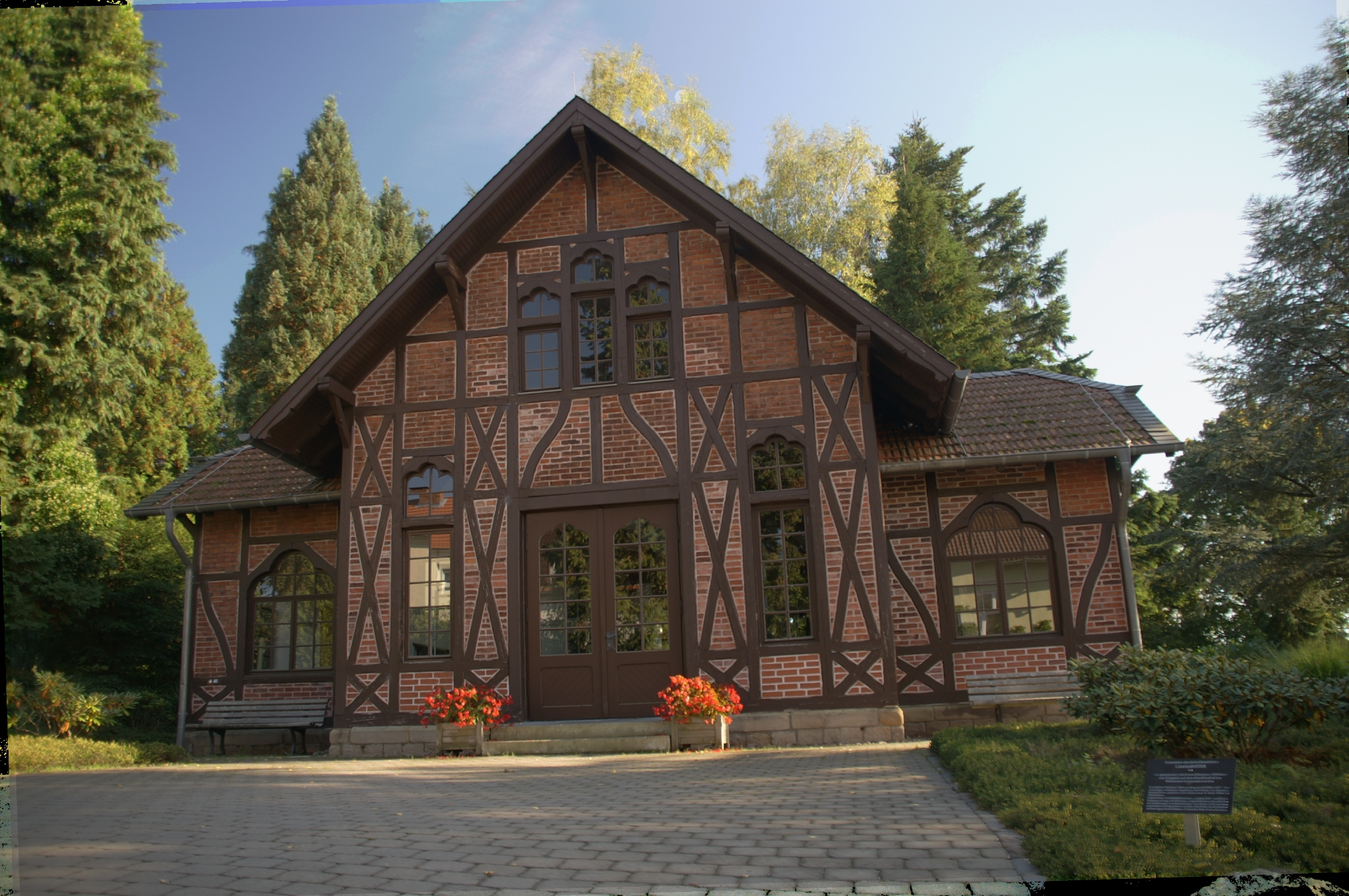
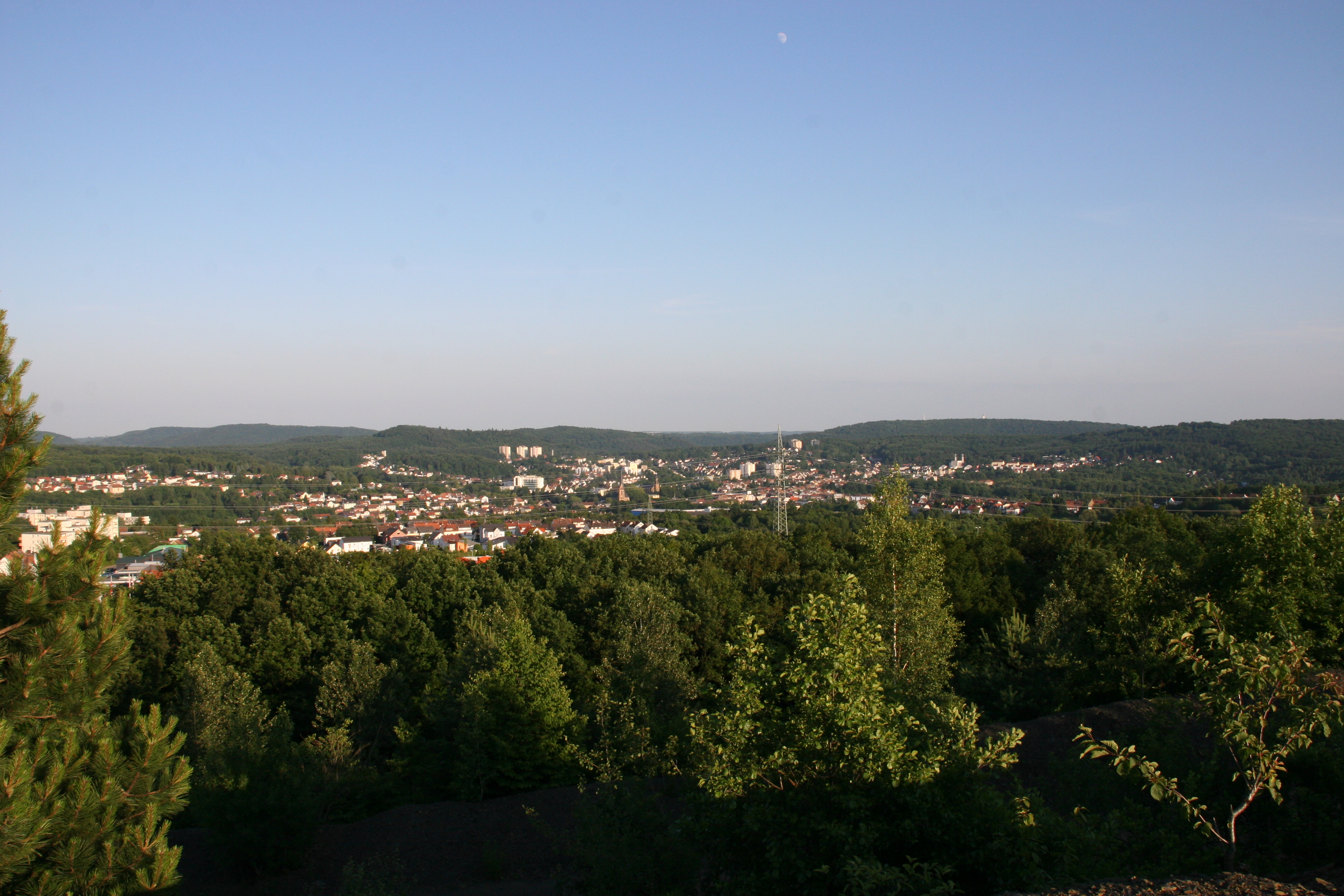
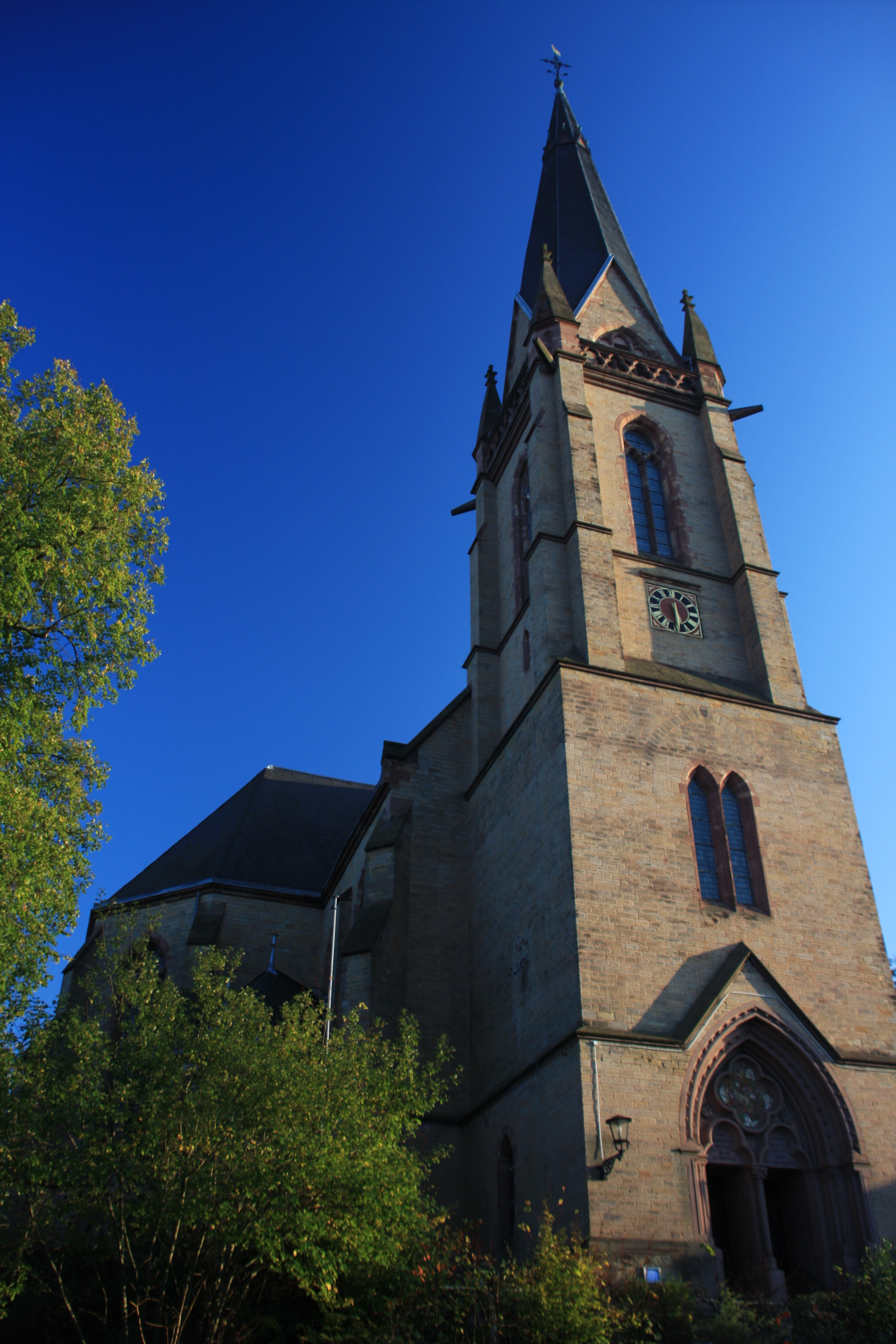
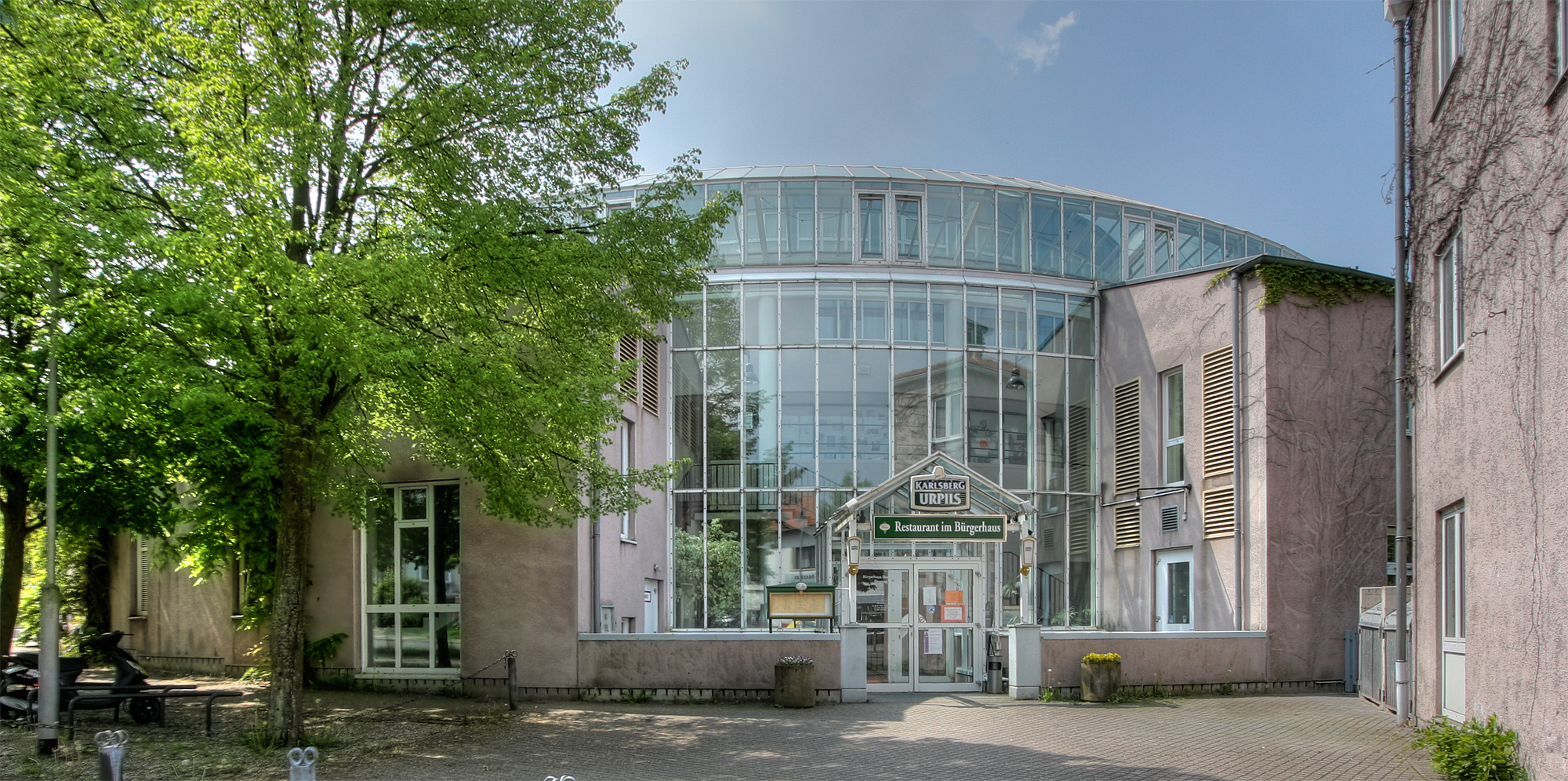
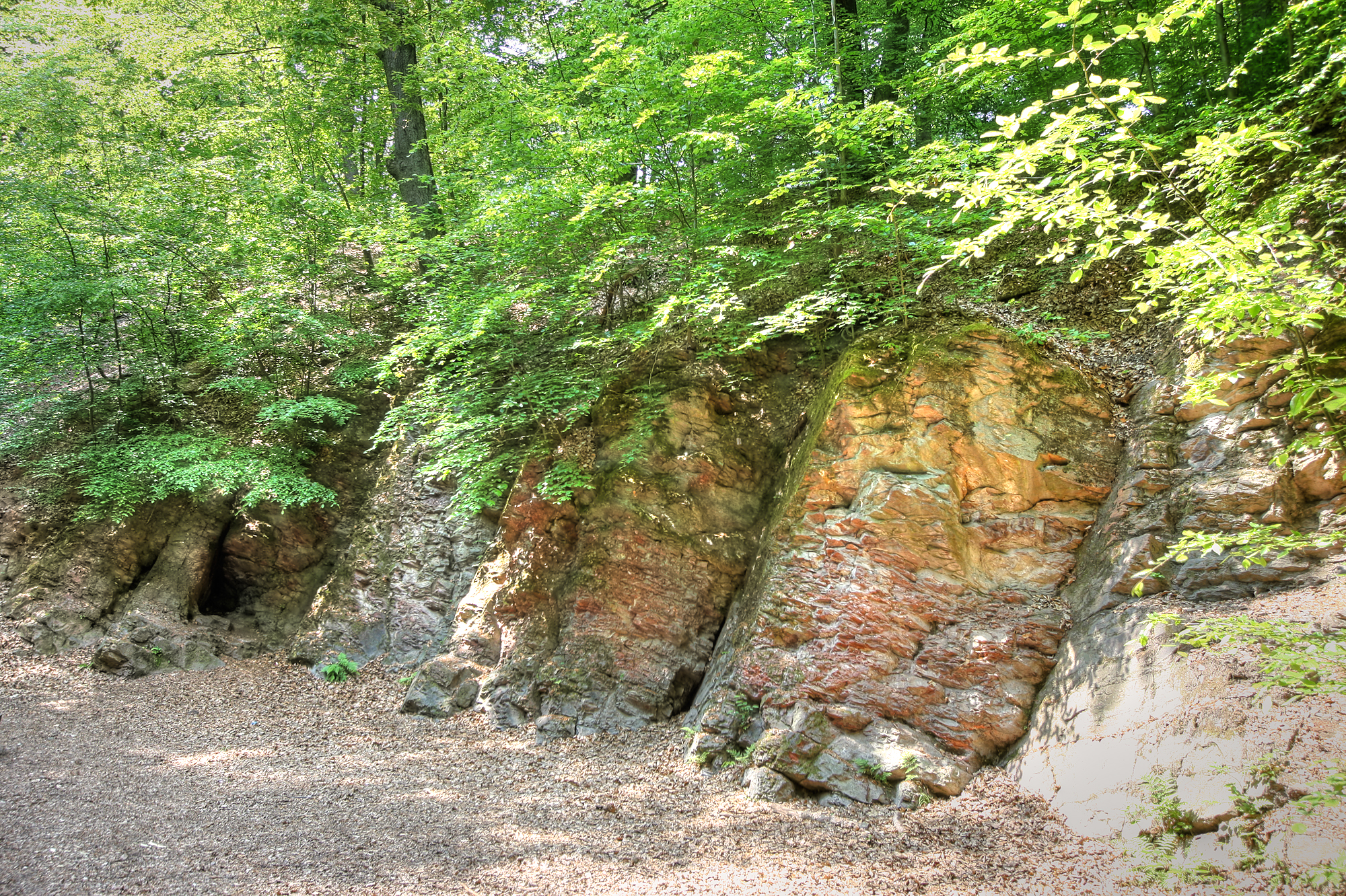
À proximité de Dudweiler, la Brennender Berg (montagne en feu), abrite un feu qui ne s'est jamais éteint depuis 1668.